# Parafia św. Urbana Papieża i Męczennika w Mikołowie
Parafia św. Urbana Papieża i Męczennika – parafia rzymskokatolicka znajdująca się w Mikołowie, w dzielnicy Kamionka. Parafia należy do dekanatu mikołowskiego i archidiecezji katowickiej.
Pierwsze gospodarstwa na terenie obecnej Kamionki powstały w I połowie XVIII wieku; w tym czasie była ona jeszcze niewielkim śmiłowickim przysiółkiem. Obecna nazwa, wywodząca się od górującego nad Kamionką wzniesienia (327 m n.p.m.), pojawiła się około roku 1760. W 1812 roku dotychczasowy przysiółek odłączył się od Śmiłowic i stał się samodzielną gminą wiejską. Od roku 1935 Kamionka jest jedną z administracyjnych dzielnic Mikołowa.

## Przynależność parafialna
Od samego początku teren obecnej Kamionki należał do parafii św. Wojciecha w Mikołowie. Dzięki inicjatywie proboszcza ks. Józefa Smandzicha, w 1966 roku rozpoczęto starania mające na celu stworzenie nowej parafii na Kamionce.

## Powstanie kościoła

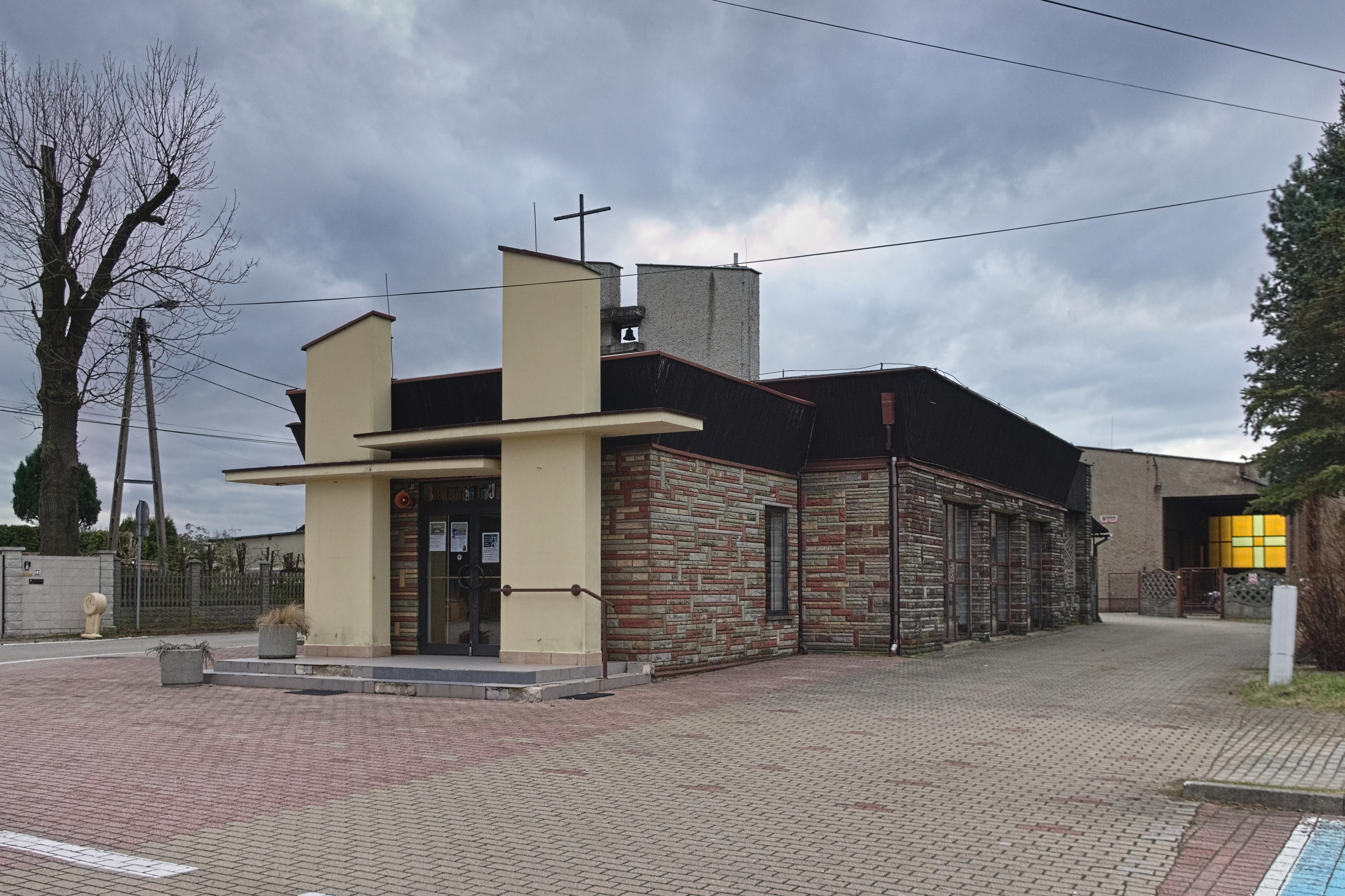
Stary kościół (2024)

Pretekstem do powstania kościoła stała się budowa „mikołowskiego ślimaka” (bezkolizyjnego skrzyżowania), przez co trzeba było rozebrać kapliczkę Pytlików znajdującą się przy ul. Katowickiej. Ponieważ władze administracyjne nie wydawały wówczas łatwo zezwoleń na budowę nowych kościołów, ks. J. Smandzich doprowadził do „przeniesienia” kapliczki na ul. Janiny Porazińskiej i nieznacznego jej rozbudowania. W 1970 roku otoczono ją drewnianym płotem, a w 1973 roku zastąpiono go solidnym zadaszeniem, które ówczesna władza uznała za prowokację polityczną i dlatego pewnej nocy funkcjonariusze ZOMO i MO usunęli je, a kilku mieszkańców Kamionki zostało w związku z tą sprawą internowanych lub wezwanych na przesłuchanie. Sprawa Kamionki stała się głośna, wydarzenia te zrelacjonowało nawet Radio Wolna Europa. Ten rozgłos wywarł presję na władze, co przyczyniło się do wydania zezwolenia na rozbudowę kaplicy do rozmiarów kościoła. Rozbudowę prowadzono w latach 1975-1977. Parafię erygowano 27 II 1977 roku. Pierwszym proboszczem mianowany został ks. Paweł Laby. Uroczystego poświęcenia kościoła dokonał biskup Herbert Bednorz w dniu 31 października 1977 roku. W latach 80. istniał projekt nowego kościoła, salek katechetycznych i plebanii, z którego to zrealizowano tylko budowę salek katechetycznych i plebanii. W II etapie miał zostać wybudowany nowy kościół, jednak po zmianie proboszcza w 1990 roku budowa nie doszła do skutku. W 1999 roku do kościoła dobudowano nowe wejście i parking. Z kolei w roku 2006 parafia wzbogaciła się o własny cmentarz (poświęcony 2 października 2006), położony nieopodal kościoła. Obecnie trwa budowa nowego kościoła (nowy projekt – nie realizacja projektu z lat 80).

## Relikwie
Kościół posiada relikwie św. Jana Pawła II oraz św. Ojca Pio.

## Proboszczowie
- ks. Paweł Laby (1977-1979)
- ks. Ludwik Lasota (1979-1982)
- ks. Henryk Jonczyk (1982-1990)
- ks. Antoni Burkot (1990-1994 administrator; 1994-2005 proboszcz)
- ks. Janusz Malczyk (2005-nadal)